# 南郷7丁目駅
南郷7丁目駅（なんごうななちょうめえき）は、北海道札幌市白石区南郷通7丁目南にある、札幌市営地下鉄東西線の駅である。駅番号はT14。

## 歴史
- 1982年（昭和57年）3月21日：白石駅 - 新さっぽろ駅間延伸開業に伴い、設置[1][2]。
  - 計画時の仮称は「南郷駅」だった[3]。
- 2007年（平成19年）
  - 1月：エレベーター設置工事開始
  - 7月：エレベーター供用開始
- 2008年（平成20年）
  - 2月13日：中線4番ホームに札幌市営地下鉄初の可動式ホーム柵設置
  - 3月：上記に伴い3番ホームを廃止
  - 5月31日：4番ホームの可動式ホーム柵が稼働開始[4]
  - 11月5日：1・2番ホームの可動式ホーム柵が稼働開始[4]

## 駅構造
札幌市営地下鉄で唯一の2面3線の地下駅である。2面の両ホームが中線を挟む形となっている（地下鉄駅としては都営地下鉄新宿線の岩本町駅・大島駅などに同様の例がある）。2面3線ホームがこの駅の象徴とされており、かつては駅スタンプのデザインも「3線ホーム」となっていた（現在は防災センターに変更されている）。
ホーム番号の振り方が変則的であり、北側の本線が1番で新さっぽろ方面行、南側の本線が2番で宮の沢方面行となっている。中線は両方のホームに面しており、新さっぽろ方面のホームが3番、宮の沢方面のホームが4番ホームとなっている。ただし3番ホームは、可動式ホーム柵の設置に関連して現在使用が停止されている（後述）。

### のりば
| ホーム | 路線   | 行先             | 備考                       |
| ------ | ------ | ---------------- | -------------------------- |
| 1      | 東西線 | 新さっぽろ方面   |                            |
| 3      | 東西線 | （使用停止）     | 線路を共用 4番線は当駅始発 |
| 4      | 東西線 | 大通・宮の沢方面 | 線路を共用 4番線は当駅始発 |
| 2      | 東西線 | 大通・宮の沢方面 |                            |

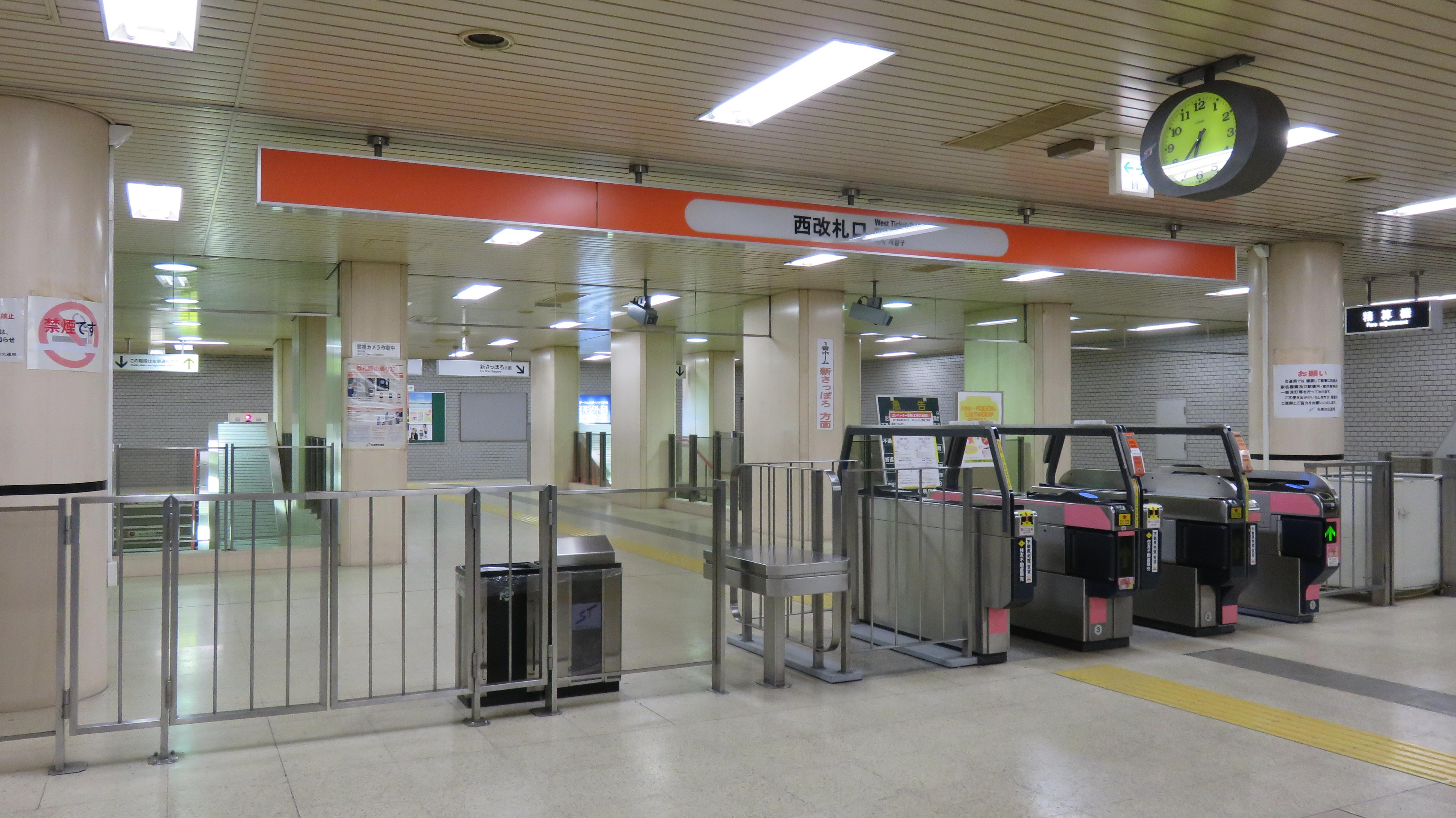
改札口
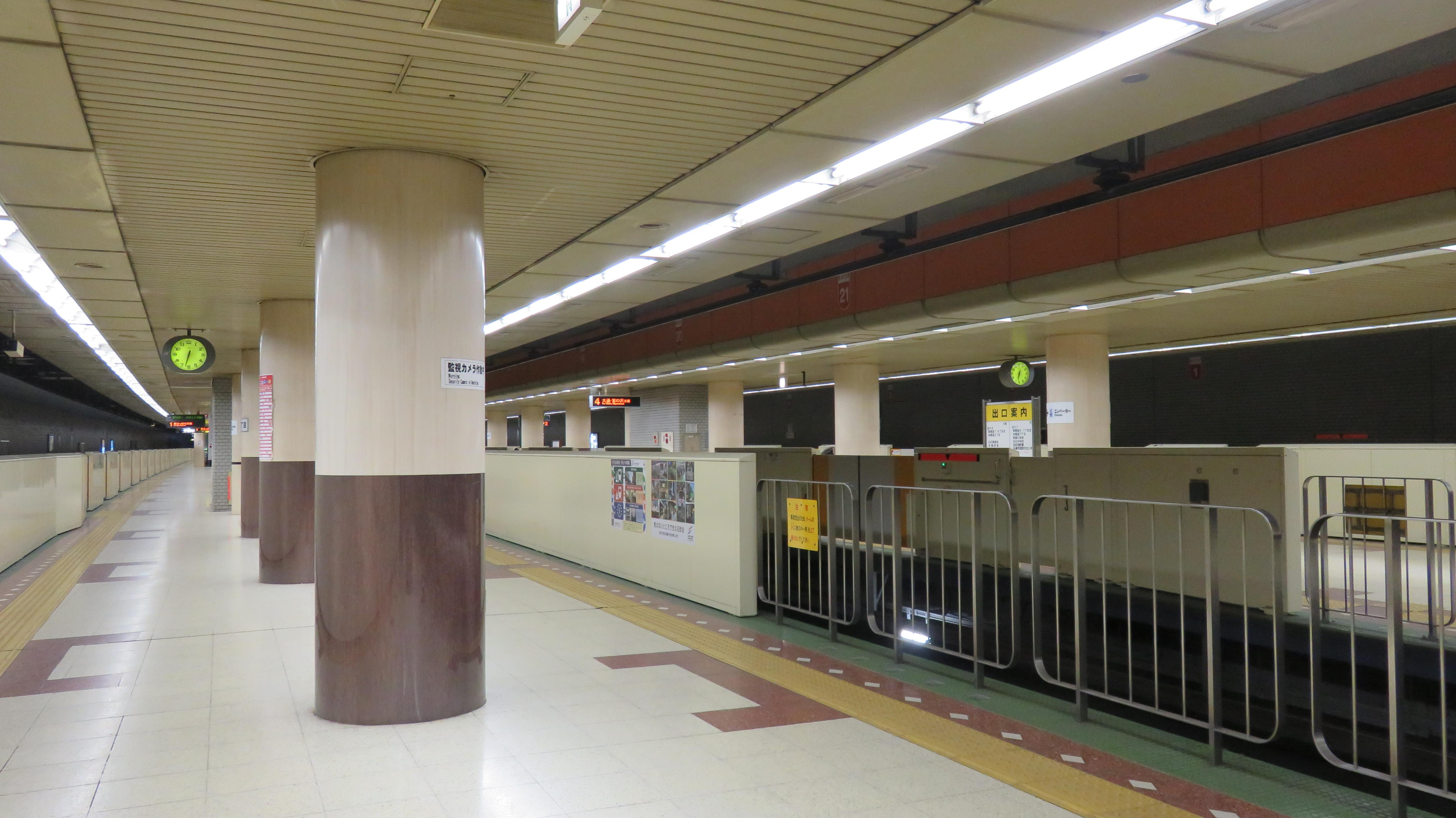
ホーム
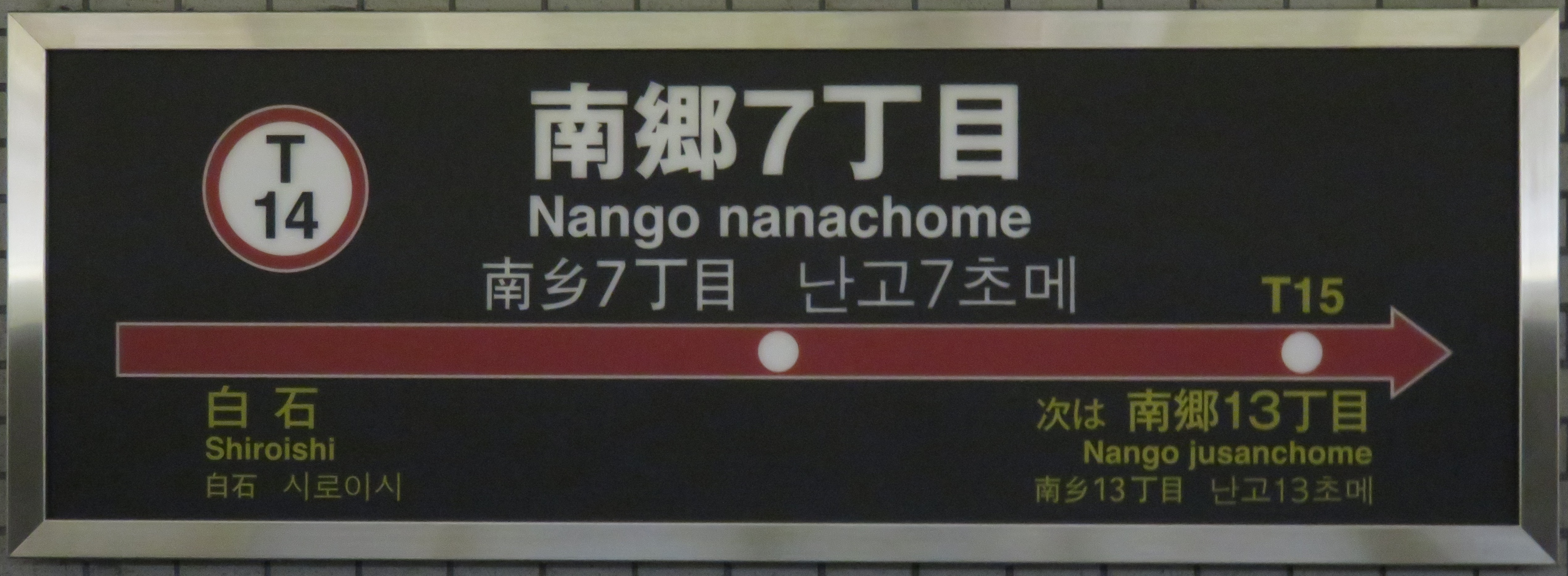
駅名標

### 可動式ホーム柵の先行設置
東西線での可動式ホーム柵の稼働・ワンマン運転に先駆け、当駅の4番ホームに機器のテストや訓練のために可動式ホーム柵が先行設置されることとなった。当初は2008年（平成20年）4月の利用開始が予定していたものの延期され、同年5月31日より利用を開始した。

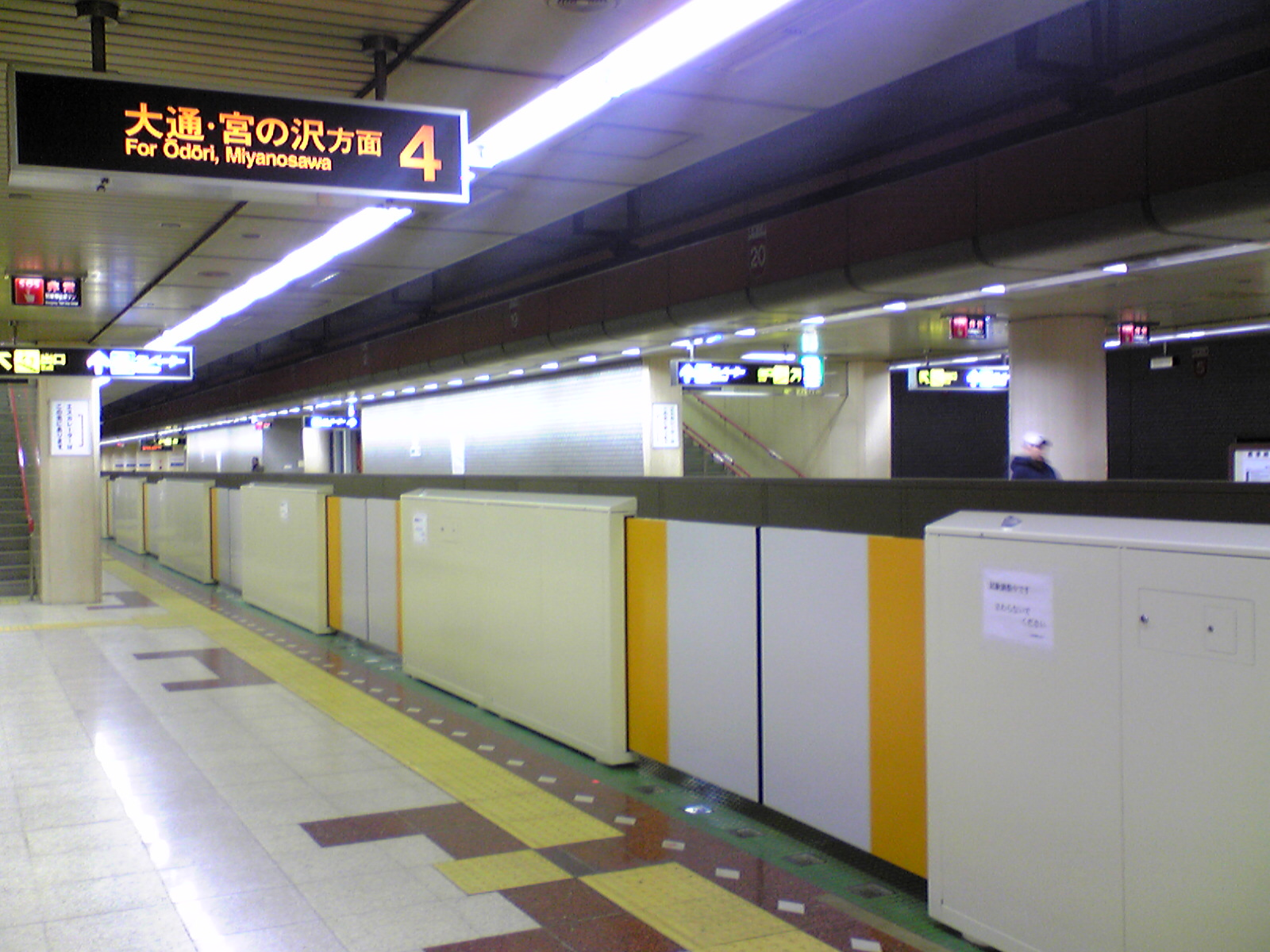
中線ホームに先行設置された札幌市営地下鉄初の可動式ホーム柵（2008年2月17日撮影）
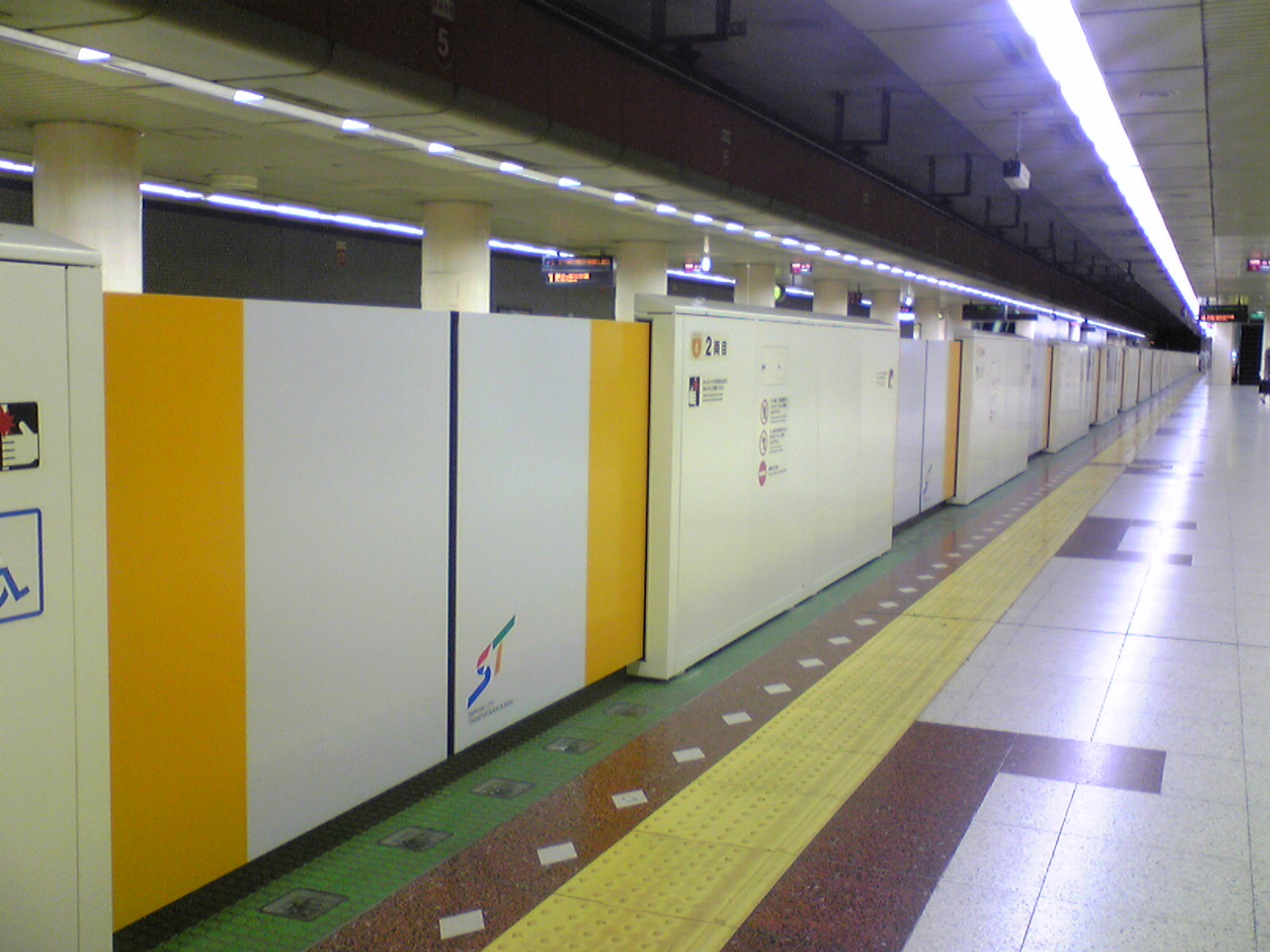
案内表示やSTマーク、点字シールなどが取り付けられ稼動を開始した可動式ホーム柵（2008年7月14日撮影）
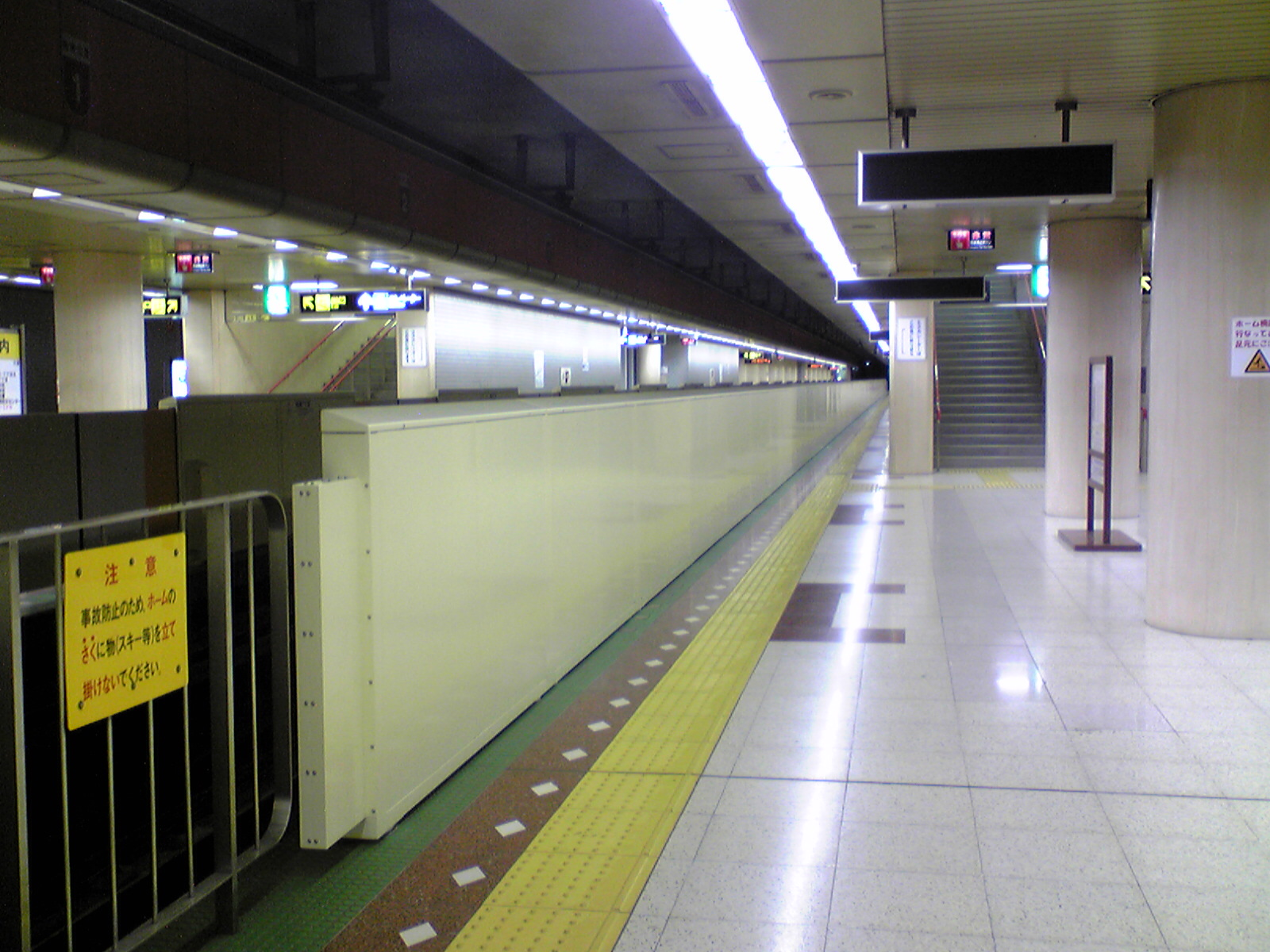
可動式ホーム柵ではなく壁だけが設置されて廃止された旧3番ホーム（2008年7月14日撮影）
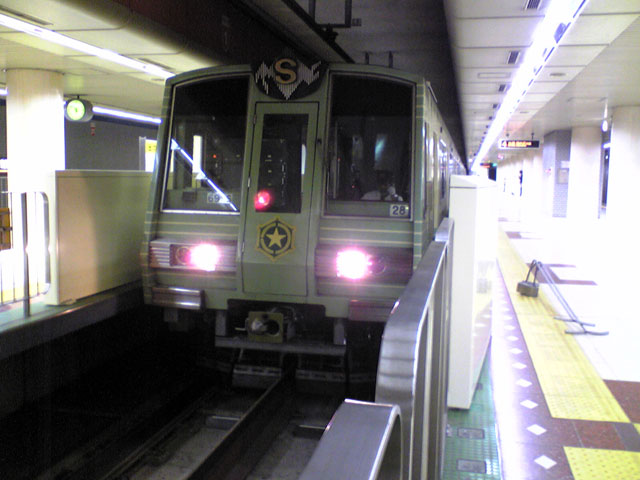
可動式ホーム柵設置後、初にして唯一6000形の始発運用（28列車）　始発列車の手歯止めも見える（2008年8月10日撮影）
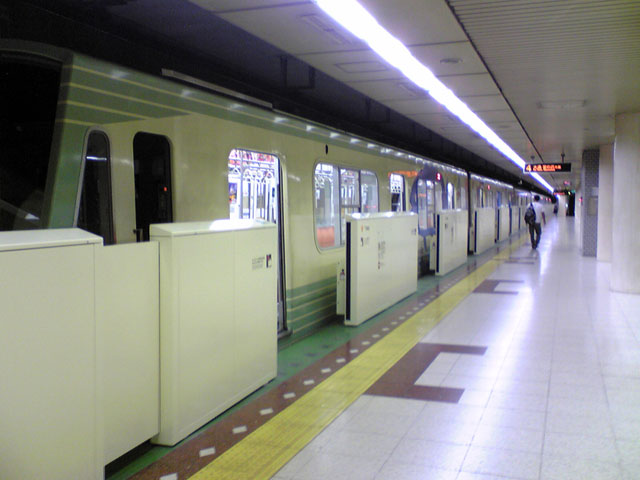
可動式ホーム柵と電車の乗降口位置は同一のため運用に支障は無かった（2008年8月10日撮影）

## 利用状況
札幌市交通局によると、2020年（令和2年）度の一日平均乗車人員は8,594人であった。
近年の1日平均乗車人員の推移は以下のとおりである。
| 年度   | 1日平均 乗車人員 | 出典   |
| ------ | ---------------- | ------ |
| 2008年 | 9,232            | [ 8 ]  |
| 2009年 | 8,975            | [ 8 ]  |
| 2010年 | 9,015            | [ 8 ]  |
| 2011年 | 9,157            | [ 8 ]  |
| 2012年 | 9,385            | [ 8 ]  |
| 2013年 | 9,719            | [ 8 ]  |
| 2014年 | 10,001           | [ 8 ]  |
| 2015年 | 10,292           | [ 9 ]  |
| 2016年 | 10,593           | [ 10 ] |
| 2017年 | 10,808           | [ 10 ] |
| 2018年 | 10,953           | [ 11 ] |
| 2019年 | 10,793           | [ 11 ] |
| 2020年 | 8,594            | [ 12 ] |

## 駅周辺
- JiJiなんごう店
- 焼きたてパンの店 DONGURI本店
- 札幌市白石消防署
  - 札幌市民防災センター
- 白石警察署南郷交番
- 白石本郷郵便局
- 白石栄通郵便局
- 北洋銀行白石本郷支店
- 北海道信用金庫南郷支店
- 本郷通商店街
- 万生公園
- 札幌市白石区体育館
- 学校法人大藤学園 本郷幼稚園
- 札幌市立南郷小学校
- 札幌市立本郷小学校
- 札幌市立白石中学校
- アサヒビール札幌工場（アサヒビール園）
- 東光ストア南郷7丁目店
- 南郷通商店街振興組合
- 北大学力増進会札幌東本部

## バス路線

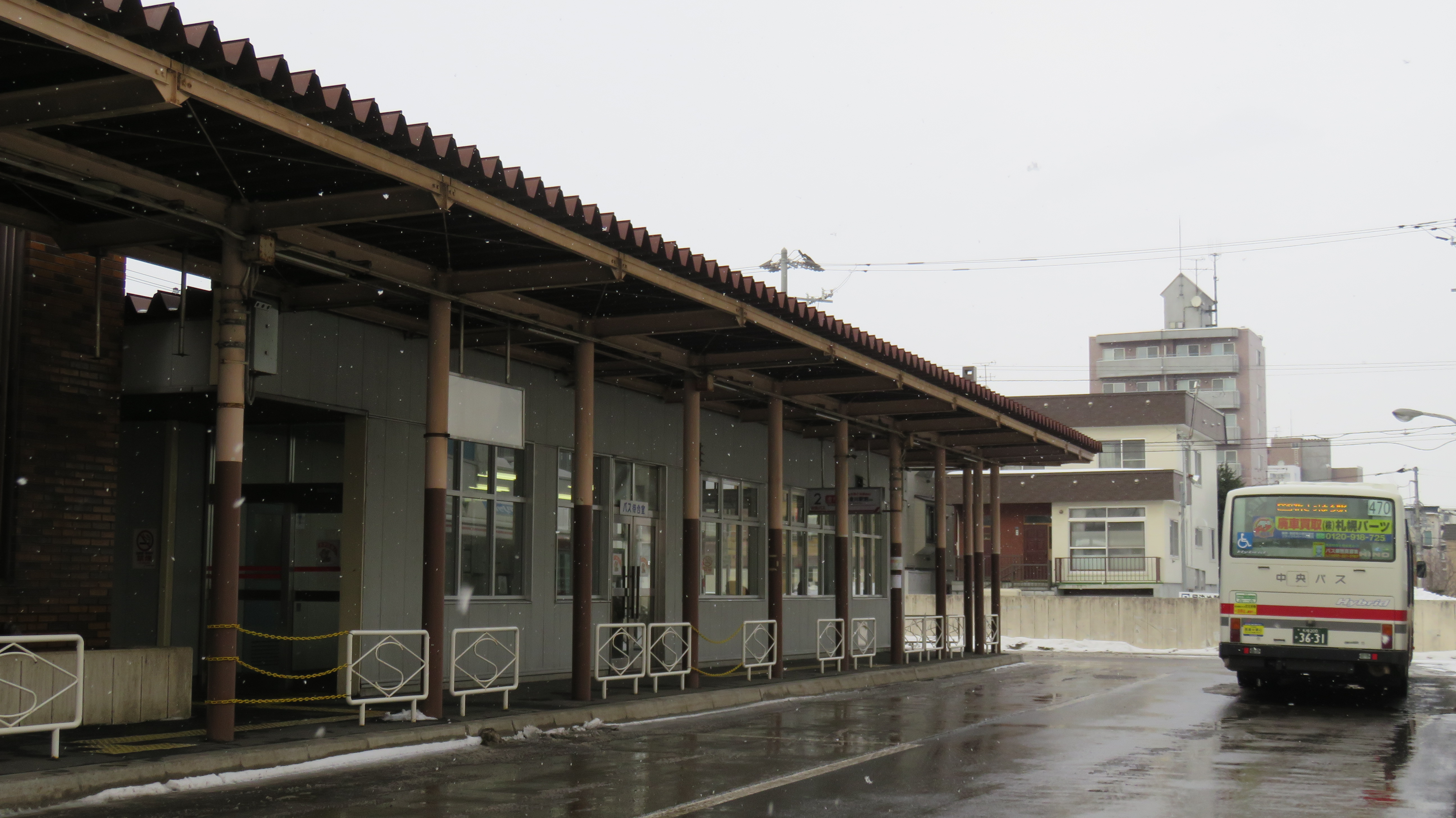
南郷7丁目バスターミナル

1〜3番のりばは1982年（昭和57年）11月10日に供用開始した「南郷7丁目バスターミナル」。3番のりばは降車専用。2021年（令和3年）12月の平日1日あたり、スクールバス等の非公示便を除く発着便数は、バスターミナル・路上停留所を合わせて158便（感染症流行による一時運休便を含む）。
2024年（令和6年）4月1日現在。すべての路線が北海道中央バス。路線詳細は、72と白25は白石営業所、澄78は西岡営業所を参照。
1番のりば
- 白25 北都線：新さっぽろ駅（新札幌バスターミナル）行

2番のりば
- 澄78 澄川白石線：澄川駅行

路上 2番出入口側
- 澄78：JR白石駅行

## その他
- 駅スタンプは南郷7丁目駅のイニシャルNの中に札幌市民防災センターが描かれている[15]。

## 隣の駅
札幌市営地下鉄
 東西線
白石駅 (T13) - 南郷7丁目駅 (T14) - 南郷13丁目駅 (T15)